# Fernand Goossens
Fernand Goossens (21 november 1888 - plaats en datum van overlijden onbekend) was een Belgisch voetballer die speelde als aanvallende middenvelder . Hij voetbalde in Eerste klasse bij Racing Club Brussel en speelde zeven interlandwedstrijden met het Belgisch voetbalelftal.

## Loopbaan
Goossens debuteerde in 1907 als aanvallende middenvelder in het eerste elftal van Racing Club Brussel. Goossens verwierf er al spoedig een basisplaats en werd met de ploeg  landskampioen in 1908. De volgende seizoenen draaide de ploeg steeds mee in de subtop van de Belgische competitie. Hij bleef er voetballen tot in 1911 en zette op dat moment een punt achter zijn voetbalcarrière op het hoogste niveau. In totaal speelde Goossens 50 wedstrijden in Eerste klasse en scoorde hierbij 32 doelpunten.
Tussen 1908 en 1910 speelde Goossens zeven wedstrijden met de nationale ploeg en scoorde hierbij twee doelpunten: in zijn eerste wedstrijd, de thuiswedstrijd tegen Zweden en het jaar nadien in de uitwedstrijd in Nederland.